# Arrondissement Gap
Das Arrondissement Gap ist eine französische Verwaltungseinheit des Départements Hautes-Alpes in der Region Provence-Alpes-Côte d’Azur. Präfektur ist Gap.
Im Arrondissement liegen elf Wahlkreise (Kantone) und 126 Gemeinden.

## Wahlkreise
| - Kanton Chorges - Kanton Embrun - Kanton Gap-1 - Kanton Gap-2 - Kanton Gap-3 - Kanton Gap-4 | - Kanton Laragne-Montéglin - Kanton Saint-Bonnet-en-Champsaur - Kanton Serres - Kanton Tallard - Kanton Veynes |

## Gemeinden
Die Gemeinden des Arrondissements Gap sind:
| 1. Ancelle (05004)                       | 2. Aspremont (05008)                 | 3. Aspres-lès-Corps (05009)               | 4. Aspres-sur-Buëch (05010)            |
| 5. Aubessagne (05039)                    | 6. Avançon (05011)                   | 7. Baratier (05012)                       | 8. Barcillonnette (05013)              |
| 9. Barret-sur-Méouge (05014)             | 10. Bréziers (05022)                 | 11. Buissard (05025)                      | 12. Chabestan (05028)                  |
| 13. Chabottes (05029)                    | 14. Champoléon (05032)               | 15. Chanousse (05033)                     | 16. Châteauneuf-d’Oze (05035)          |
| 17. Châteauroux-les-Alpes (05036)        | 18. Châteauvieux (05037)             | 19. Chorges (05040)                       | 20. Crévoux (05044)                    |
| 21. Crots (05045)                        | 22. Dévoluy (05139)                  | 23. Embrun (05046)                        | 24. Éourres (05047)                    |
| 25. Esparron (05049)                     | 26. Espinasses (05050)               | 27. Étoile-Saint-Cyrice (05051)           | 28. Forest-Saint-Julien (05056)        |
| 29. Fouillouse (05057)                   | 30. Furmeyer (05060)                 | 31. Gap (05061)                           | 32. Garde-Colombe (05053)              |
| 33. Jarjayes (05068)                     | 34. L’Épine (05048)                  | 35. La Bâtie-Montsaléon (05016)           | 36. La Bâtie-Neuve (05017)             |
| 37. La Bâtie-Vieille (05018)             | 38. La Beaume (05019)                | 39. La Chapelle-en-Valgaudémar (05064)    | 40. La Fare-en-Champsaur (05054)       |
| 41. La Faurie (05055)                    | 42. La Freissinouse (05059)          | 43. La Haute-Beaume (05066)               | 44. La Motte-en-Champsaur (05090)      |
| 45. La Piarre (05102)                    | 46. La Roche-des-Arnauds (05123)     | 47. La Rochette (05124)                   | 48. La Saulce (05162)                  |
| 49. Laragne-Montéglin (05070)            | 50. Lardier-et-Valença (05071)       | 51. Laye (05072)                          | 52. Lazer (05073)                      |
| 53. Le Bersac (05021)                    | 54. Le Glaizil (05062)               | 55. Le Noyer (05095)                      | 56. Le Poët (05103)                    |
| 57. Le Saix (05158)                      | 58. Le Sauze-du-Lac (05163)          | 59. Les Orres (05098)                     | 60. Lettret (05074)                    |
| 61. Manteyer (05075)                     | 62. Méreuil (05076)                  | 63. Monêtier-Allemont (05078)             | 64. Montbrand (05080)                  |
| 65. Montclus (05081)                     | 66. Montgardin (05084)               | 67. Montjay (05086)                       | 68. Montmaur (05087)                   |
| 69. Montrond (05089)                     | 70. Moydans (05091)                  | 71. Neffes (05092)                        | 72. Nossage-et-Bénévent (05094)        |
| 73. Orcières (05096)                     | 74. Orpierre (05097)                 | 75. Oze (05099)                           | 76. Pelleautier (05100)                |
| 77. Poligny (05104)                      | 78. Prunières (05106)                | 79. Puy-Saint-Eusèbe (05108)              | 80. Puy-Sanières (05111)               |
| 81. Rabou (05112)                        | 82. Rambaud (05113)                  | 83. Réallon (05114)                       | 84. Remollon (05115)                   |
| 85. Ribeyret (05117)                     | 86. Rochebrune (05121)               | 87. Rosans (05126)                        | 88. Rousset-Serre-Ponçon (05127)       |
| 89. Saint-André-d’Embrun (05128)         | 90. Saint-André-de-Rosans (05129)    | 91. Saint-Apollinaire (05130)             | 92. Saint-Auban-d’Oze (05131)          |
| 93. Saint-Bonnet-en-Champsaur (05132)    | 94. Sainte-Colombe (05135)           | 95. Saint-Étienne-le-Laus (05140)         | 96. Saint-Firmin (05142)               |
| 97. Saint-Jacques-en-Valgodemard (05144) | 98. Saint-Jean-Saint-Nicolas (05145) | 99. Saint-Julien-en-Beauchêne (05146)     | 100. Saint-Julien-en-Champsaur (05147) |
| 101. Saint-Laurent-du-Cros (05148)       | 102. Saint-Léger-les-Mélèzes (05149) | 103. Saint-Maurice-en-Valgodemard (05152) | 104. Saint-Michel-de-Chaillol (05153)  |
| 105. Saint-Pierre-Avez (05155)           | 106. Saint-Pierre-d’Argençon (05154) | 107. Saint-Sauveur (05156)                | 108. Saléon (05159)                    |
| 109. Salérans (05160)                    | 110. Savines-le-Lac (05164)          | 111. Savournon (05165)                    | 112. Serres (05166)                    |
| 113. Sigottier (05167)                   | 114. Sigoyer (05168)                 | 115. Sorbiers (05169)                     | 116. Tallard (05170)                   |
| 117. Théus (05171)                       | 118. Trescléoux (05172)              | 119. Upaix (05173)                        | 120. Val Buëch-Méouge (05118)          |
| 121. Valdoule (05024)                    | 122. Valserres (05176)               | 123. Ventavon (05178)                     | 124. Veynes (05179)                    |
| 125. Villar-Loubière (05182)             | 126. Vitrolles (05184)               |                                           |                                        |

## Ehemalige Gemeinden seit der landesweiten Neuordnung der Kantone
bis 2017: Chauffayer, Les Costes, Saint-Eusèbe-en-Champsaur
bis 2016: Bruis, Montmorin, Sainte-Marie
bis 2015: Antonaves, Châteauneuf-de-Chabre, Eyguians, Lagrand, Ribiers, Saint-Genis